# Желокур
Желокур (фр. Gélaucourt) је насељено место у Француској у региону Лорена, у департману Мерт и Мозел.
По подацима из 2011. године у општини је живело 59 становника, а густина насељености је износила 26,11 становника/km².

## Демографија
| 1962. | 1968. | 1975. | 1982. | 1990. | 2011. |
| ----- | ----- | ----- | ----- | ----- | ----- |
| 48    | 41    | 29    | 32    | 32    | 59    |